# اكمة الجنحاء (حزم العدين)
اكمة الجنحاء

تعديل مصدري - تعديل

اكمة الجنحاء محلة تابعة لقرية الصلبة، التابعة لعزلة بني سليمان بمديرية حزم العدين إحدى مديريات محافظة إب في الجمهورية اليمنية، بلغ تعداد سكانها 38 حسب تعداد اليمن لعام 2004.